# Rendició del Japó

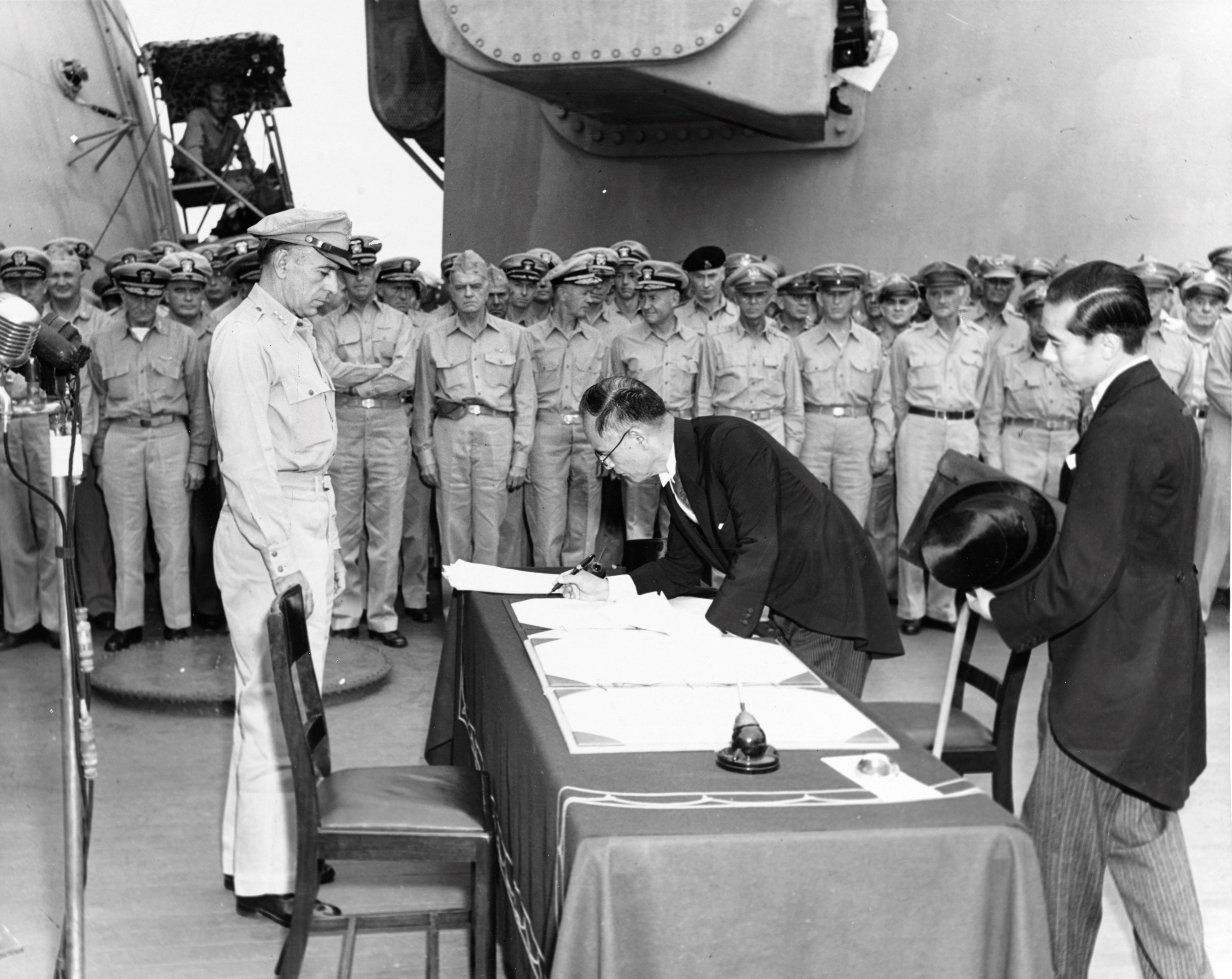
El ministre d'exteriors japonès Mamoru Shigemitsu firma l'Acta de Rendició del Japó a bord del USS Missouri, mentre el general Richard K. Sutherland s'observa, 2 de setembre de 1945.

La rendició del Japó, el dia 2 de setembre de l'any 1945, va posar fi a la Segona Guerra Mundial. En aquells dies l'Armada Imperial Japonesa havia perdut tota capacitat de realitzar operacions i era imminent una invasió aliada al país. Mentre que públicament proclamaven la seva intenció de lluitar fins al cru final, els líders del Japó, formats en el Consell Suprem de Guerra (els "Sis Grans"), suplicaven en privat a la Unió Soviètica que hi hagués en una pau amb termes favorables per als japonesos. Mentrestant, els soviètics estaven preparant un atac als japonesos, en compliment de la promesa donada als nord-americans i els britànics a la Conferència de Ialta.
El 6 i el 9 d'agost, els nord-americans van llançar bombes atòmiques a Hiroshima i Nagasaki, respectivament. A més, el 9 d'agost, la Unió Soviètica va declarar la guerra al Japó i va llançar un atac per sorpresa contra la colònia japonesa de Manxúria (Manxukuo), en violació del Pacte de Neutralitat. Aquests dos cops van fer que l'emperador Hirohito intervingués i ordenés als Sis Grans que acceptessin els termes per acabar la guerra que havien establert els aliats en la Declaració de Potsdam. Després de diversos dies de negociacions secretes i un fallit cop d'estat, el 15 d'agost Hirohito es va dirigir per ràdio a la nació mitjançant una declaració gravada. En la gravació, anomenada Gyokuon-hōsō (玉 音 放 送, Difusió de la veu de la joia), va llegir el rescripte Imperial de rendició, anunciant al poble japonès la rendició del Japó.
El 28 d'agost, el Comandant Suprem de les forces aliades va iniciar l'ocupació del Japó. La cerimònia de rendició es va dur a terme el 2 de setembre a bord del cuirassat nord-americà USS Missouri, on oficials del govern japonès van signar l'Acta de Rendició del Japó, donant fi a la Segona Guerra Mundial de manera oficial. Tant els civils com els militars aliats van celebrar el Dia VJ, el final de la guerra. No obstant això, certs comandaments i personal japonesos destinats per tota l'Àsia i les illes del Pacífic es van negar a rendir durant mesos i anys fins entrada la dècada de 1970. Des de la rendició del Japó, els historiadors han debatut sobre l'ètica d'utilitzar bombes atòmiques.
Les hostilitats van acabar formalment el 28 d'abril de 1952, quan va entrar en vigor el Tractat de San Francisco.